# Llengua pasto
El pasto és una llengua indígena que es va parlar en els actuals Equador i Colòmbia, està extinta oficialment, no obstant això algunes persones pertanyents a l'ètnia dels pasto reporten que encara parlen la llengua, això d'acord amb les fitxes de caracterització soci familiar de l'institut colombià de benestar familiar ICBF realitzat el 2020.
La llengua està poc documentada encara que existeix evidència àmplia que seria part de la família lingüística barbacoana(Campbell 2012: 78). Els membres de l'ètnia pasto ara parlen castellà.

## Distribució
El domini lingüístic del pasto se situava al voltant dels actuals Tulcán i Ipiales (Nariño), al costat de la frontera entre l'Equador i Colòmbia. Aquest domini també inclouria la part andina de la província equatoriana de Carchi.

## Dialectes
La varietat també extinta muellama tindria relació amb el pasto, d'aquesta llengua es conserva una breu llista de vocabulari recopilada durant el segle xix que mostra clares similituds amb l'Awá Pit, encara que és una llengua diferent i amb major incidència de préstecs lèxics del quítxua. Delaar opina que el muellamués podria ser l'últim dialecte del pasto a extingir-se.

## Evidència lingüística
Alguns elements típics de la toponímia del pasto són les terminacions en -quer (Mayasquer, Altaquer) i en -és (Ipiales, Pupiales, Túquerres).
El terme muellamués piar 'blat de moro' apareix en el topònim Piartal en la província de Carchi (Equador), la interpretació de la terminació -tal és 'roca'.